# Davi Sacer e Amigos
Davi Sacer e Amigos é um extended play (EP) do cantor e compositor brasileiro Davi Sacer lançado em fevereiro de 2022. Com produção musical e arranjos de ABEE, é o último trabalho do cantor distribuído pela gravadora brasileira Som Livre.
Além da inédita "Deus É Conosco", um dueto com Verônica Sacer, o trabalho trouxe duas regravações da banda Trazendo a Arca: "Tua Graça Me Basta" e "Sobre as Águas", ambas com participação da dupla Simone & Simaria.

## Antecedentes
Por muitos anos, Davi Sacer trabalhou com três produtores, todos do Rio de Janeiro: o tecladista Kleyton Martins, o guitarrista André Cavalcante e o seu ex-colega de Trazendo a Arca, o tecladista Ronald Fonseca. Em 2020, o cantor tinha apresentado Um Pedido, produzido por Kleyton.
Apesar da parceria temporária de Kleyton, Sacer decidiu mudar o curso da carreira com uma nova parceria em São Paulo com o músico Abel Santos, conhecido como ABEE. Com ele, apresentou em 2021 o single inédito "Tudo Podes", que ganhou uma sonoridade mais pop do que de costume do músico. Na época, ele disse: "Eu gravei este projeto em São Paulo. É a primeira vez que eu gravo um projeto de uma canção minha nos estúdios em São Paulo, com músicos paulistas. Fiquei muito feliz de ter o Cleverson [Silva] tocando bateria, o Ted [Furtado] tocando baixo e de ter o ABEE produzindo este trabalho. Foi muito especial para mim".

## Gravação
O EP foi gravado no PlayCo.Studio em São Paulo. Verônica Sacer cantou "Deus É Conosco", a única inédita do trabalho. Simaria Mendes participa em "Tua Graça Me Basta", enquanto Simone Mendes canta em "Tua Graça Me Basta". As faixas foram creditadas à dupla Simone & Simaria. Na época, Sacer relembrou que tinha iniciado uma parceria com as cantoras no projeto 15 Anos (2019), com Simone cantando em "Deus de Promessas". Ele disse:

Quando gravei com a Simone, pela primeira vez, a Simaria estava no processo de recuperação da sua saúde, mas eu já tinha a vontade de gravar com ela também. Simaria escolheu a música 'Tua Graça Me Basta', por gostar muito dela. Simone já conhecia a canção 'Sobre as Águas', que é uma música que ela também gosta demais. Assim, do convite à gravação, tudo foi bem rápido e simples.

## Lançamento e recepção
Davi Sacer e Amigos foi lançado em 22 de fevereiro de 2022 pela gravadora brasileira Som Livre nas plataformas digitais. Como música de trabalho, foi lançado o clipe da música "Deus É Conosco". Clipes das outras faixas foram lançadas também.
Menos de um mês após o lançamento do EP, o cantor assinou com a gravadora evangélica Todah Music e partiu para a gravação de um novo álbum. Davi mantinha contrato artístico com a Som Livre desde 2011.

## Faixas
A seguir lista-se as faixas, compositores e durações de cada canção de Davi Sacer e Amigos, segundo o encarte do disco.
| N.º            | Título               | Compositor(es)               | Duração |  |
| 1.             | "Deus É Conosco"     | Davi Sacer                   | 4:33    |  |
| 2.             | "Tua Graça Me Basta" | Luiz Arcanjo Sacer           | 7:19    |  |
| 3.             | "Sobre as Águas"     | Ronald Fonseca Sacer Arcanjo | 5:21    |  |
| Duração total: | Duração total:       | Duração total:               | 17:14   |  |

## Ficha técnica
A seguir estão listados os músicos e técnicos envolvidos na produção de Davi Sacer e Amigos:
- Davi Sacer – vocais
- Verônica Sacer – vocal em "Deus É Conosco"
- Simaria Mendes – vocal em "Tua Graça Me Basta"
- Simone Mendes – vocal em "Sobre as Águas"
- ABEE – produção musical, arranjos e teclado, programação e baixo
- Mucão – bateria
- Elias Assunção – violão
- Dani Dufour – guitarra

Equipe técnica
- Fabiano Vieira – engenharia de som
- Wagnner Portela – edição
- Elias Assunção – mixagem, masterização
- Caio Gimenes – direção de vídeo

Projeto gráfico
- Farah Bucater – direção de arte e design